# Hornværk
Et hornværk er et element i det italienske bastionssystem for befæstning. Fronten af et hornværk flankeres af et par halve bastioner. Det adskiller sig fra et kronværk, idet kronværker indeholder hele bastioner i deres centrum. Begge dele er udenværker.

## Galleri
- Hornværk markeret med 'f'[2]
- Weberkirken i Zittau placeret inde i et hornværk[3]
- Tegning, der viser hornværk på Nya Älvsborg, Götheborg, Sverige fra 1811.